# IC 4475
IC 4475 هو اصطدام مجري، يقع في كوكبة العواء. اكتشف في 28 يوليو 1903 .

## روابط خارجية
- IC 4475 على موقع ويكي سكاي: DSS2, SDSS, GALEX, IRAS, Hydrogen α, X-Ray, Astrophoto, Sky Map, Articles and images